# Resultados do Carnaval do Rio de Janeiro em 2010
Nesta página estão listados os resultados dos concursos de escolas de samba e de blocos de enredo do carnaval do Rio de Janeiro do ano de 2010. Os desfiles foram realizados entre os dias 13 e 20 de fevereiro de 2010.
Unidos da Tijuca conquistou seu segundo título de campeã, quebrando o longo jejum de 74 anos sem vitórias na elite do carnaval. O primeiro campeonato da escola foi conquistado em 1936, na primeira década dos desfiles. Em 2010, a escola apresentou o enredo "É Segredo!", desenvolvido pelo carnavalesco Paulo Barros, que conquistou seu primeiro título no carnaval. Um dos destaques do desfile foi a comissão de frente, onde componentes trocavam de roupa em poucos segundos através de um truque de ilusionismo.
Grande Rio conquistou o vice-campeonato com uma homenagem aos desfiles e as personalidades que marcaram a história do Sambódromo. Após vinte carnavais consecutivos no Grupo Especial, a Unidos do Viradouro foi rebaixada para a segunda divisão. São Clemente foi a campeã do Grupo A com um irreverente desfile sobre os rumos do carnaval, traçando um paralelo com a Operação Choque de Ordem, promovida pela Prefeitura do Rio de Janeiro. O enredo "Choque de Ordem na Folia" foi assinado pelo carnavalesco Mauro Quintaes.
Alegria da Zona Sul venceu o Grupo RJ-1; Independente de São João de Meriti conquistou o Grupo RJ-2; Em Cima da Hora ganhou o Grupo RJ-3. Leão de Nova Iguaçu foi o campeão do Grupo RJ-4 com um desfile em homenagem ao cantor Neguinho da Beija-Flor. Entre os blocos de enredo, Boca de Siri venceu o Grupo 1; Magnatas de Engenheiro Pedreira conquistou o Grupo 2; e Unidos do Alto da Boa Vista foi o campeão do Grupo 3.

## Grupo Especial
O desfile do Grupo Especial foi organizado pela Liga Independente das Escolas de Samba do Rio de Janeiro (LIESA) e realizado no Sambódromo da Marquês de Sapucaí, a partir das 21 horas dos dias 14 e 15 de fevereiro de 2010.
Ordem dos desfiles
A ordem dos desfiles foi definida através de sorteio realizado no dia 30 de junho de 2009 na Cidade do Samba. Para equilibrar as forças, as escolas foram divididas em pares, sendo que, dentro dos pares, cada escola desfilaria em uma noite diferente. Os pares formados foram: Beija-Flor e Mangueira; Portela e Salgueiro; Imperatriz Leopoldinense e Grande Rio; Viradouro e Porto da Pedra; Vila Isabel e Unidos da Tijuca.

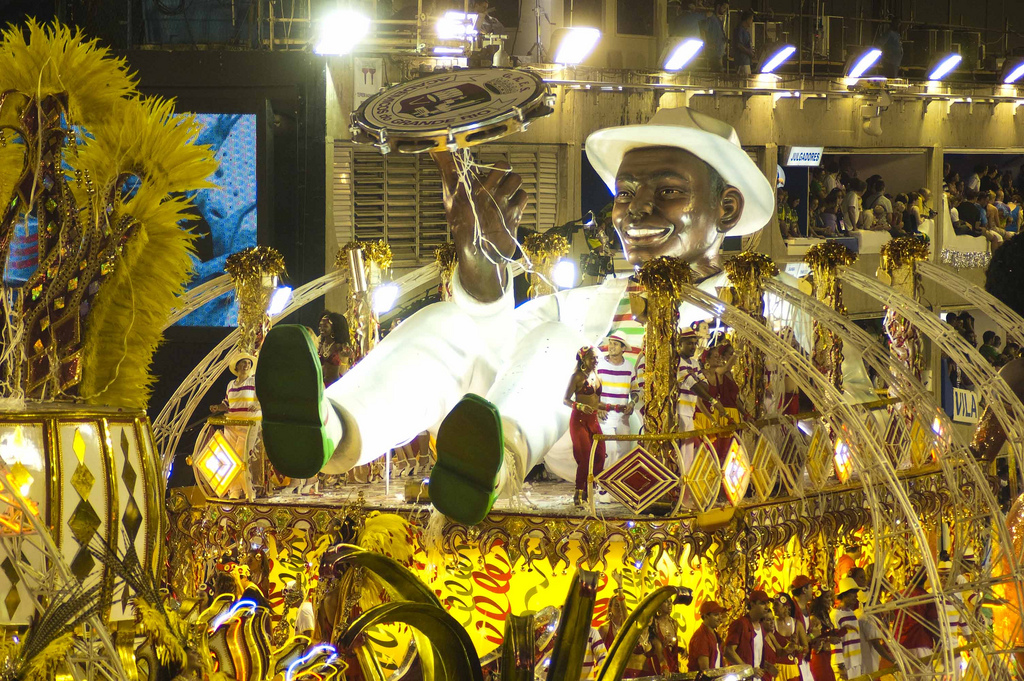
Desfile da Grande Rio no carnaval de 2010. Escola foi a vice-campeã do Grupo Especial.

Primeiro foi sorteada a noite de desfile de cada escola; depois foi sorteada a ordem de apresentação de cada noite. Após o sorteio foi permitido que as escolas negociassem a troca de posições dentro de cada noite. Apenas Vila Isabel e Porto da Pedra trocaram de posições. A Liga pré-definiu que Beija-Flor e Mangueira encerrariam as duas noites. O sorteio definiu qual dia cada uma desfilaria. Duas escolas tinham posições definidas e não participaram do sorteio: Campeã do Grupo A (segunda divisão) do ano anterior, a União da Ilha do Governador ficou responsável por abrir a primeira noite; penúltima colocada do Grupo Especial no ano anterior, a Mocidade Independente de Padre Miguel ficou responsável por abrir a segunda noite.
| Domingo (14/02/2010) | Segunda-feira (15/02/2010) |
| 1. União da Ilha do Governador 2. Imperatriz Leopoldinense 3. Unidos da Tijuca 4. Unidos do Viradouro 5. Acadêmicos do Salgueiro 6. Beija-Flor | 1. Mocidade Independente de Padre Miguel 2. Unidos do Porto da Pedra 3. Portela 4. Acadêmicos do Grande Rio 5. Unidos de Vila Isabel 6. Estação Primeira de Mangueira |

Quesitos e julgadores
O número de julgadores passou de quarenta para cinquenta. Cada quesito teve cinco julgadores ante quatro dos anos anteriores. Foram mantidos os dez quesitos de avaliação dos anos anteriores.
| Quesitos | Quesitos                     | Julgador 1                  | Julgador 2                       | Julgador 3               | Julgador 4              | Julgador 5                          |
| -------- | ---------------------------- | --------------------------- | -------------------------------- | ------------------------ | ----------------------- | ----------------------------------- |
|          | Bateria                      | Jésus Figueiredo            | Cláudio Luiz Matheus             | Willian Luna Jr.         | Sérgio Naidin           | Leandro Osíris                      |
|          | Samba-Enredo                 | Alice Serrano               | Eri Galvão                       | Marta Macedo             | Marcelo Rodrigues       | Alexandre Augusto Ribeiro Wanderley |
|          | Harmonia                     | Léo Ortiz                   | Leandro Luís Vieira Oliveira     | Nilton Rodrigues         | Célia Souto             | Sidnei Martins Dantas               |
|          | Conjunto                     | Edileuza Batista de Aleluia | Wilson Martinez                  | Daisy Guimarães          | Gustavo Pazos Quintans  | Sulamita Trzcina                    |
|          | Mestre-Sala e Porta-Bandeira | Áurea Härmmerli             | Beatriz Badejo                   | Luiz Carlos Correa       | Tito Canha              | Ilclemar Nunes                      |
|          | Fantasias                    | Marcelo Marques             | Sueli Stambovsky                 | Drika Lucena             | Regina Oliva            | Paulo Paradela                      |
|          | Evolução                     | Carlos Pousa                | Sonia Gallo                      | Salete Lisboa            | Paulo Melgaço           | Luiz Eduardo Resende                |
|          | Alegorias e Adereços         | Bruno Chateaubriand         | Carlos Alberto de Araújo Marques | Walber Ângelo de Freitas | Emil Ferreira           | Helenise Guimarães                  |
|          | Comissão de Frente           | Paulo César Morato          | Cacá Mourthé                     | Fabiana Valor            | Rafaela Riveiro Ribeiro | Rafael David                        |
|          | Enredo                       | Johnny Soares               | Mariza Maline                    | Pérsio Gomyde Brasil     | Flávio Freire Xavier    | Elizeu de Miranda Corrêa            |

### Classificação

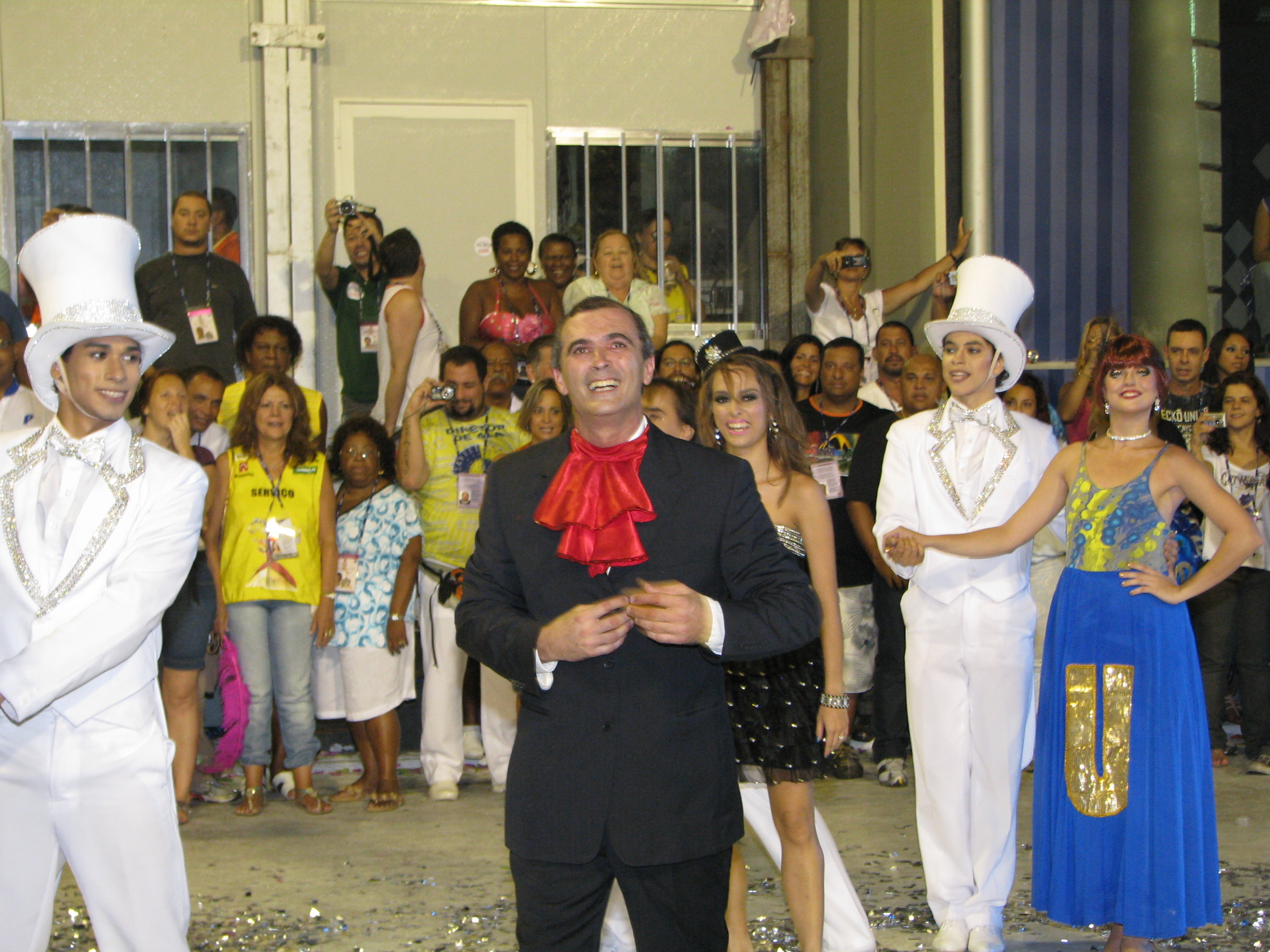
Paulo Barros e a histórica Comissão de Frente da Tijuca de 2010. Carnavalesco venceu o Grupo Especial pela primeira vez.

A Unidos da Tijuca conquistou seu segundo título de campeã, quebrando o longo jejum de 74 anos sem vencer na elite do carnaval. O primeiro campeonato da escola foi conquistado em 1936, na primeira década dos desfiles. Terceira escola da primeira noite, a Tijuca apresentou o enredo "É Segredo!", desenvolvido pelo carnavalesco Paulo Barros, que conquistou seu primeiro título na elite do carnaval. O enredo, sobre mistérios da humanidade, foi sugerido por um adolescente em uma rede social. Um dos destaques do desfile foi a comissão de frente, onde integrantes trocavam de roupa em segundos, através de truques de ilusionismo. A escola foi saudada pelo público com gritos de "é campeã". No ano anterior, a Tijuca conquistou apenas o nono lugar do Grupo Especial.
Acadêmicos do Grande Rio ficou com o vice-campeonato por cinco décimos de diferença para a campeã. A escola homenageou desfiles e personalidades marcantes da história do Sambódromo. Beija-Flor foi a terceira colocada com um desfile em homenagem aos cinquenta anos de Brasília, completados em 2010. Quarta colocada, a Unidos de Vila Isabel homenageou o centenário do nascimento do cantor e compositor Noel Rosa com samba-enredo de Martinho da Vila. Campeão do ano anterior, o Salgueiro conquistou o quinto lugar contando a história dos livros. Estação Primeira de Mangueira conquistou a última vaga do Desfile das Campeãs com um desfile sobre a música brasileira.
Mocidade Independente de Padre Miguel foi a sétima colocada com um desfile sobre os paraísos idealizados pelo Homem. Oitava colocada, a Imperatriz Leopoldinense exaltou o sincretismo religioso no Brasil. Portela se classificou em nono lugar com um desfile sobre informática, tecnologias e a inclusão digital. A décima colocação ficou com a Unidos do Porto da Pedra, que fez um desfile sobre roupas. Recém promovida ao Grupo Especial, após vencer o Grupo A em 2009, a União da Ilha do Governador conseguiu se manter na primeira divisão. Penúltima colocada, a escola fez um desfile sobre Dom Quixote de La Mancha e os sonhos impossíveis, incluindo o sonho da escola de permanecer na elite do carnaval. O desfile foi assinado pela carnavalesca Rosa Magalhães, que deixou a Imperatriz após 17 anos. A Unidos do Viradouro foi rebaixada para a segunda divisão após vinte carnavais consecutivos no Grupo Especial. Enfrentando problemas políticos e financeiros, a escola ficou classificada em último lugar com um desfile sobre o México.

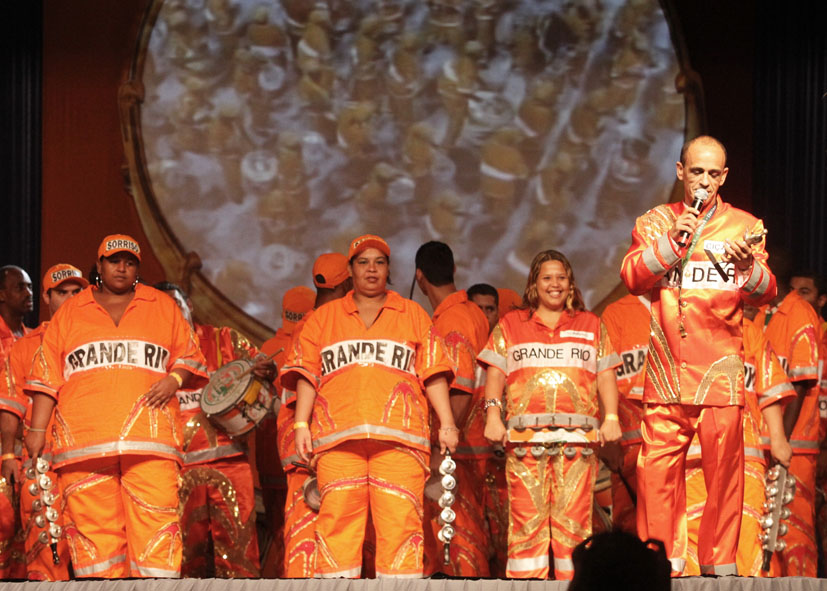
Mestre Ciça e os ritmistas da Grande Rio recebendo o Tamborim de Ouro de melhor bateria do carnaval de 2010.

| Legenda: Desfile das Campeãs Rebaixada para o Grupo A |

| Col. | Escola                                | Enredo                                                                                     | Carnavalesco(a)                                        | Pontos |
| ---- | ------------------------------------- | ------------------------------------------------------------------------------------------ | ------------------------------------------------------ | ------ |
| 1    | Unidos da Tijuca                      | É Segredo!                                                                                 | Paulo Barros                                           | 299,9  |
| 2    | Acadêmicos do Grande Rio              | Das Arquibancadas ao Camarote N.º 1. Um "Grande Rio" de Emoção na Apoteose do Seu Coração! | Cahê Rodrigues                                         | 299,4  |
| 3    | Beija-Flor                            | Brilhante ao Sol do Novo Mundo, Brasília: do Sonho à Realidade, a Capital da Esperança     | Alexandre Louzada, Fran Sérgio, Laíla e Ubiratan Silva | 299,2  |
| 4    | Unidos de Vila Isabel                 | Noel: A Presença do Poeta da Vila                                                          | Alex de Souza                                          | 298,1  |
| 5    | Acadêmicos do Salgueiro               | Histórias Sem Fim                                                                          | Renato Lage                                            | 297,9  |
| 6    | Estação Primeira de Mangueira         | Mangueira É Música do Brasil                                                               | Jaime Cezário e Jorge Caribé                           | 297,6  |
| 7    | Mocidade Independente de Padre Miguel | Do Paraíso de Deus ao Paraíso da Loucura, Cada Um Sabe o que Procura                       | Cid Carvalho                                           | 296,1  |
| 8    | Imperatriz Leopoldinense              | Brasil de Todos os Deuses                                                                  | Max Lopes                                              | 295,8  |
| 9    | Portela                               | Derrubando Fronteiras, Conquistando a Liberdade... Rio de Paz, em Estado de Graça!         | Alex de Oliveira e Amauri Santos                       | 295,2  |
| 10   | Unidos do Porto da Pedra              | Com que Roupa... Eu Vou? Pro Samba que Você Me Convidou                                    | Paulo Menezes                                          | 294    |
| 11   | União da Ilha do Governador           | Dom Quixote de La Mancha, o Cavaleiro dos Sonhos Impossíveis                               | Rosa Magalhães                                         | 293,8  |
| 12   | Unidos do Viradouro                   | México, o Paraíso das Cores, Sob o Signo do Sol                                            | Edson Pereira e Junior Schall                          | 290,5  |

### Premiações
- Campeã do carnaval, a Unidos da Tijuca recebeu a maioria dos prêmios de melhor escola do ano.
- Com quatro prêmios, o samba-enredo da Imperatriz Leopoldinense foi o mais premiado. O samba da Mangueira recebeu três premiações.
- O enredo da Vila Isabel, sobre Noel Rosa, assinado por Alex de Souza, Alex Varela e Martinho da Vila, recebeu todos os prêmios do ano.
- A bateria mais premiada foi a Invocada da Grande Rio, dirigida por Mestre Ciça.
- A comissão de frente da Unidos da Tijuca, coreografada por Priscilla Mota e Rodrigo Negri, recebeu todos os prêmios do ano.
- Bruno Ribas, da Unidos da Tijuca, foi o intérprete mais premiado.
- Paulo Barros, da Unidos da Tijuca, recebeu todos os prêmios de melhor carnavalesco.

| Prêmios 2010          | Melhor Escola    | Samba-Enredo | Melhor Enredo | Melhor Bateria | Mestre-Sala e Porta-Bandeira      | Comissão de Frente | Melhor Intérprete                    | Melhor Ala de Baianas | Melhor Carnavalesco   |
| --------------------- | ---------------- | ------------ | ------------- | -------------- | --------------------------------- | ------------------ | ------------------------------------ | --------------------- | --------------------- |
| Estandarte de Ouro    | Unidos da Tijuca | Imperatriz   | Vila Isabel   | Portela        | Julinho e Rute (Vila)             | Unidos da Tijuca   | Ito Melodia (Ilha)                   | Salgueiro             | -                     |
| Estrela do Carnaval   | Unidos da Tijuca | Mangueira    | -             | Mangueira      | Raphael e Marcella (Mangueira)    | Unidos da Tijuca   | Bruno Ribas (Tijuca)                 | Unidos da Tijuca      | Paulo Barros (Tijuca) |
| Gato de Prata         | Unidos da Tijuca | Imperatriz   | -             | Portela        | Sidclei e Squel (Grande Rio)      | Unidos da Tijuca   | David do Pandeiro e Nêgo (Mocidade ) | Grande Rio            | -                     |
| Tamborim de Ouro      | Mangueira        | Mangueira    | Vila Isabel   | Grande Rio     | Sidclei e Squel (Grande Rio)      | Unidos da Tijuca   | David do Pandeiro e Nêgo (Mocidade ) | Viradouro             | -                     |
| Troféu Rádio Manchete | Unidos da Tijuca | Imperatriz   | Vila Isabel   | Mangueira      | Claudinho e Selminha (Beija-Flor) | Unidos da Tijuca   | Wantuir (Grande Rio)                 | -                     | -                     |
| Troféu Sambario       | Unidos da Tijuca | Vila Isabel  | Vila Isabel   | Grande Rio     | Marquinhos e Giovanna (Tijuca)    | Unidos da Tijuca   | Ito Melodia (Ilha)                   | Grande Rio            | -                     |
| Troféu Tupi           | Unidos da Tijuca | Mangueira    | -             | Grande Rio     | Raphael e Marcella (Mangueira)    | Unidos da Tijuca   | Bruno Ribas (Tijuca)                 | -                     | Paulo Barros (Tijuca) |
| Plumas & Paetês       | -                | Imperatriz   | -             | Imperatriz     | -                                 | Unidos da Tijuca   | Bruno Ribas (Tijuca)                 | -                     | Paulo Barros (Tijuca) |

### Desfile das Campeãs
O Desfile das Campeãs foi realizado a partir da noite do sábado, dia 20 de fevereiro de 2010, no Sambódromo da Marquês de Sapucaí. As seis primeiras colocadas do Grupo Especial desfilaram seguindo a ordem inversa de classificação.
| Ordem dos desfiles |
| 1. Estação Primeira de Mangueira 2. Acadêmicos do Salgueiro 3. Unidos de Vila Isabel 4. Beija-Flor 5. Acadêmicos do Grande Rio 6. Unidos da Tijuca |

## Grupo A
O desfile do Grupo A (segunda divisão) foi organizado pela Liga das Escolas de Samba do Grupo de Acesso e realizado a partir das 19 horas do sábado, dia 13 de fevereiro de 2010, no Sambódromo da Marquês de Sapucaí.
| Ordem dos desfiles |
| 1. Unidos de Padre Miguel 2. Império Serrano 3. Império da Tijuca 4. Paraíso do Tuiuti 5. Inocentes de Belford Roxo 6. Renascer de Jacarepaguá 7. Caprichosos de Pilares 8. São Clemente 9. Acadêmicos de Santa Cruz 10. Acadêmicos da Rocinha 11. Estácio de Sá 12. Acadêmicos do Cubango |

Quesitos e julgadores
A LESGA voltou a escolher e coordenar os julgadores. Nos anos anteriores, a atribuição ficou à cargo da Secretaria de Cultura do Rio de Janeiro. A quantidade de quesitos avaliados subiu para nove, ante oito dos anos anteriores. Harmonia voltou a ser um quesito solo, enquanto Conjunto e Evolução formaram um novo quesito. Foi mantida a mesma quantidade de julgadores dos anos anteriores (quatro por quesito).
| Quesitos | Quesitos                     | Julgador 1              | Julgador 2              | Julgador 3              | Julgador 4              | Suplentes               |
| -------- | ---------------------------- | ----------------------- | ----------------------- | ----------------------- | ----------------------- | ----------------------- |
|          | Alegorias e Adereços         | Luiz Regaço             | Mônica Gomes            | Mauro Theodoro          | Riec Barcelos           | João Marcelo dos Santos |
|          | Samba-Enredo                 | Fábio Maurício do Carmo | Leandro Teixeira        | Edson Jorge Teles       | Eduardo Cirino da Silva | Uéliton de Araújo       |
|          | Conjunto e Evolução          | Michel Mattos           | Alex Lourinho           | Miguel de Santa Brígida | Renato Abreu            | Roberto Peixoto         |
|          | Enredo                       | Agostinho Bandeira      | Nilton Santos           | José Ricardo da Silva   | Otair Fernandes         | Maurício Menezes        |
|          | Comissão de Frente           | Lindomar Araújo         | Luiz Antonio dos Santos | Karine de Souza         | Lílian Barbato          | Rafael de Oliveira      |
|          | Mestre-Sala e Porta-Bandeira | Michelle Linhares       | Marcelo Pacheco         | Paulo de Souza Cunha    | Ricardo Lourenço        | Ronald Carvalho         |
|          | Fantasias                    | Isabela Teles           | Marcelo Pinto           | Anderson Ferreira       | Flávia Cristina Viana   | Thiago Cunha            |
|          | Harmonia                     | Mauro Leão              | Eduardo de Oliveira     | Fernando Bicudo         | Everaldo Benevides      | Alexandre Paiva         |
|          | Bateria                      | Célio Cesar Alves       | Raul Magalhães          | Sidnei Paula Silva      | Chico Donadoni          | Kátia Maria de Souza    |

### Classificação

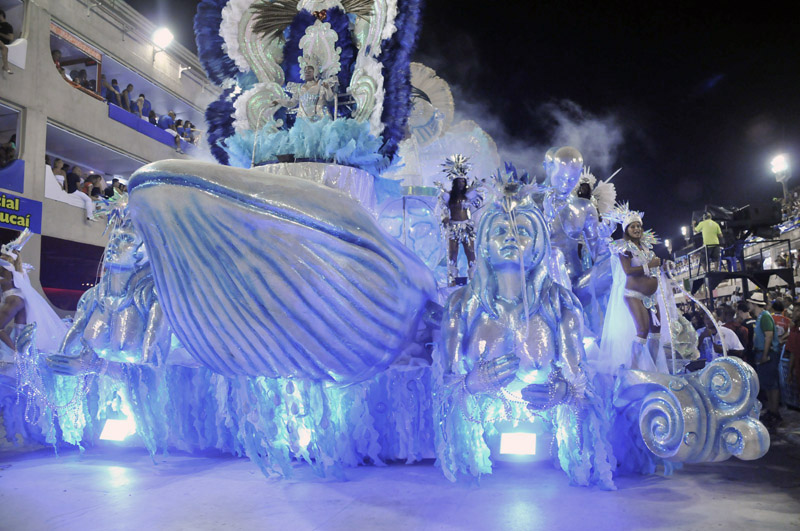
Desfile da Inocentes de Belford Roxo em 2010. Escola foi a vice-campeã do Grupo A.

São Clemente foi a campeã, garantindo seu retorno ao Grupo Especial, de onde estava afastada desde 2008. Foi o quarto título da escola na segunda divisão. O desfile da São Clemente abordou, com irreverência, a desordem dos blocos de rua e a mercantilização dos desfiles das escolas de samba, fazendo uma analogia com a Operação Choque de Ordem, promovida pela Prefeitura do Rio de Janeiro. A escola recebeu apenas uma nota abaixo da máxima (9,7 no quesito Mestre-sala e Porta-bandeira), sendo que a nota foi descartada de acordo com o regulamento do concurso. Com isso, a São Clemente foi campeã atingindo a pontuação máxima. Recém promovida ao Grupo A, após vencer o Grupo RJ-1 em 2009, a Unidos de Padre Miguel foi rebaixada de volta para a terceira divisão após se classificar na penúltima colocação. Última colocada, a Paraíso do Tuiuti também foi rebaixada. A apuração ocorreu um clima tenso. Torcedores e dirigentes de diversas escolas protestaram contra o resultado. Latas de cerveja e mesas de plástico foram arremessadas contra a mesa apuradora. O presidente da Acadêmicos do Cubango, Olivier Pelé, reclamou que as primeiras colocadas foram as escolas dos diretores da Liga. O então presidente da LESGA e da Inocentes de Belford Roxo, Reginaldo Gomes, precisou deixar o local de apuração escoltado.

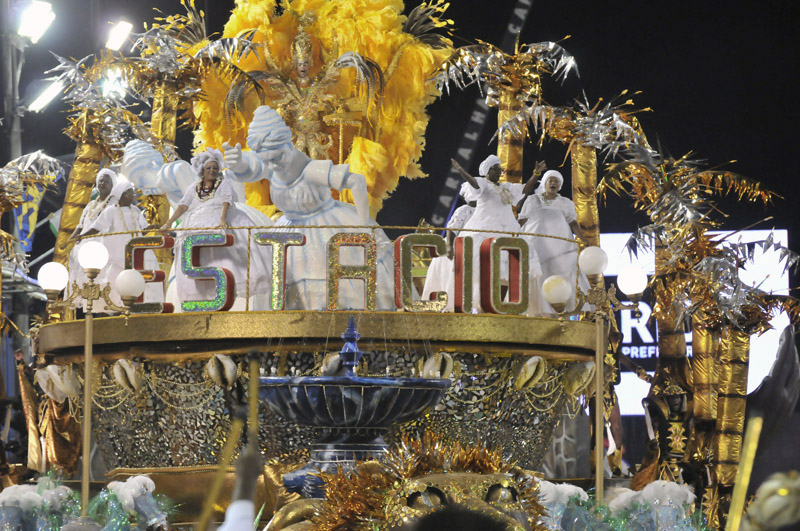
Desfile da Estácio de Sá em 2010.

| Legenda: Promovida ao Grupo Especial Rebaixadas para o Grupo B |

| Col. | Escola                    | Enredo                                                                | Carnavalesco(a)                                                                     | Pontos | Desempate           |
| ---- | ------------------------- | --------------------------------------------------------------------- | ----------------------------------------------------------------------------------- | ------ | ------------------- |
| 1    | São Clemente              | Choque de Ordem na Folia                                              | Mauro Quintaes                                                                      | 270    | -                   |
| 2    | Inocentes de Belford Roxo | Água para Prover a Vida                                               | Cristiano Bara e Roberto Szaniecki                                                  | 268,7  | -                   |
| 3    | Estácio de Sá             | Deixa Falar. A Estácio É isso ai! Eu Visto Esse Manto e Vou por ai... | Chico Spinoza e Gebran Smera                                                        | 268,6  | -                   |
| 4    | Acadêmicos de Santa Cruz  | Nos Passos do Compasso                                                | André Marins, Carlinhos Muvuca, Munir Nicolau e Ricardo Dennis                      | 268,2  | -                   |
| 5    | Império da Tijuca         | Suprema Jinga - Senhora do Trono Brazngola                            | Jack Vasconcelos                                                                    | 268,1  | -                   |
| 6    | Império Serrano           | João das Ruas do Rio                                                  | Andréa Vieira, Mauro Leite e Rosa Magalhães                                         | 267,9  | -                   |
| 7    | Caprichosos de Pilares    | E por Falar em Saudade (Reedição do próprio enredo de 1985)           | Alexandre Rangel, Eduardo Minucci, Hélcio Paim, Luiz Fernando Reis e Raphael Torres | 267,5  | -                   |
| 8    | Renascer de Jacarepaguá   | Aquaticópolis                                                         | Paulo Barros e Wagner Gonçalves                                                     | 267,2  | Harmonia (30 pts)   |
| 9    | Acadêmicos do Cubango     | Os Loucos da Praia Chamada Saudade                                    | Milton Cunha                                                                        | 267,2  | Harmonia (29,6 pts) |
| 10   | Acadêmicos da Rocinha     | Ykamiabas                                                             | Fábio Ricardo                                                                       | 267    | -                   |
| 11   | Unidos de Padre Miguel    | Aço - Universo Presente na Riqueza da Terra - O Futuro a Ti Pertence! | Edward Moraes e Guilherme Alexandre                                                 | 263,3  | -                   |
| 12   | Paraíso do Tuiuti         | Eneida, o Pierrôt Está de Volta! (Reedição do próprio enredo de 1990) | Eduardo Gonçalves                                                                   | 262,7  | -                   |

### Premiações
- Terceira colocada do Grupo A, a Estácio de Sá recebeu três prêmios de melhor escola.
- Oitava colocada, a Renascer foi premiada como melhor escola duas vezes.
- O samba-enredo mais premiado do Grupo A foi do Império da Tijuca, composto por Márcio André, Djalma Falcão, Ito Melodia, Grassano e Jota Karlos.
- Fábio Ricardo, da Rocinha, recebeu os prêmios de melhor carnavalesco.

| Prêmios 2010          | Melhor Escola | Samba-Enredo      | Melhor Enredo   | Melhor Bateria    | Mestre-Sala e Porta-Bandeira                 | Comissão de Frente | Melhor Intérprete           | Melhor Carnavalesco     |
| --------------------- | ------------- | ----------------- | --------------- | ----------------- | -------------------------------------------- | ------------------ | --------------------------- | ----------------------- |
| Estandarte de Ouro    | Estácio       | Império da Tijuca | -               | -                 | -                                            | -                  | -                           | -                       |
| Estrela do Carnaval   | São Clemente  | Império da Tijuca | -               | Estácio           | Marcinho e Alcione (Estácio)                 | Império da Tijuca  | Pixulé (Imp. da Tijuca)     | -                       |
| Gato de Prata         | Inocentes     | -                 | -               | Império Serrano   | -                                            | -                  | Leleu (Rocinha)             | -                       |
| S@mba-Net             | Estácio       | Império da Tijuca | Renascer        | Estácio           | Marcinho e Alcione (Estácio)                 | Império Serrano    | Pixulé (Imp. da Tijuca)     | -                       |
| Troféu Sambario       | Renascer      | Império Serrano   | Império Serrano | -                 | -                                            | -                  | Anderson Paz (Tuiuti)       | -                       |
| Troféu Jorge Lafond   | Estácio       | Império da Tijuca | -               | Império Serrano   | Eduardo (Santa Cruz) Jacqueline (S.Clemente) | São Clemente       | Serginho do Porto (Estácio) | Fábio Ricardo (Rocinha) |
| Troféu Tupi           | Renascer      | -                 | -               | -                 | -                                            | -                  | -                           | -                       |
| Troféu Rádio Manchete | Cubango       | -                 | -               | -                 | -                                            | -                  | -                           | -                       |
| Plumas & Paetês       | -             | -                 | -               | Império da Tijuca | -                                            | Império da Tijuca  | -                           | Fábio Ricardo (Rocinha) |

## Grupo Rio de Janeiro 1
O desfile do Grupo Rio de Janeiro 1 (terceira divisão) foi organizado pela Associação das Escolas de Samba da Cidade do Rio de Janeiro e realizado a partir da noite da terça-feira, dia 16 de fevereiro de 2010, no Sambódromo da Marquês de Sapucaí.
| Ordem dos desfiles |
| 1. Mocidade de Vicente de Carvalho 2. Flor da Mina do Andaraí 3. Arranco 4. União de Jacarepaguá 5. Tradição 6. União do Parque Curicica 7. Boi da Ilha do Governador 8. Sereno de Campo Grande 9. Alegria da Zona Sul 10. Acadêmicos do Sossego 11. Lins Imperial 12. Unidos do Jacarezinho |

Quesitos e julgadores
Assim como nos anos anteriores, a coordenação dos julgadores ficou a cargo da Secretaria de Cultura do Rio de Janeiro. Um novo quesito foi criado para avaliar as alas de baianas.
| Quesitos | Quesitos                     | Julgador 1              | Julgador 2                       | Julgador 3               | Julgador 4                  |
| -------- | ---------------------------- | ----------------------- | -------------------------------- | ------------------------ | --------------------------- |
|          | Bateria                      | Nelson Pestana          | Paulo Cesar Mariotine            | Carlos Negreiros         | André Bonatte               |
|          | Samba-Enredo                 | Lília Gutman Langhi     | Marco Antônio Cardoso da Costa   | Roberto Vilaronga        | Denise Krammer              |
|          | Conjunto Harmônico           | Lucy Pinto Ribeiro      | Luiz Fernando Vianna             | Geisa da Silva de Jesus  | Thiago Carvalho             |
|          | Fantasias                    | Eduardo Simão Pinto     | Madson Luiz Gomes de Oliveira    | Djalma Luiz Junior       | Thalía Ferreira Silva       |
|          | Enredo                       | Paulo Henrique Ferreira | Raphael Homem                    | Julio Cesar Farias       | Luiz Antônio Paula e Silva  |
|          | Comissão de Frente           | Carlos Manoel de Souza  | Charles Nelson                   | Camila Fersi             | Alexandre Medeiros de Souza |
|          | Alegorias e Adereços         | Neno Del Castillo       | Paulo Cesar Alves                | Sérgio Henrique Oliveira | Sonia Salcedo Dell Castillo |
|          | Mestre-Sala e Porta-Bandeira | Manoel Francisco        | Ligia Losada Tourinho            | Lucia Silva Gondim       | Dora de Andrade Silva       |
|          | Ala de Baianas               | Jorge Luiz Matias Alves | Teresa Cristina de Carvalho Piva | Sofia Gilda              | Jorge Mendes Carneiro       |

### Classificação
Alegria da Zona Sul foi campeã com dois décimos de diferença para o Arranco. Com a vitória, a Alegria garantiu seu retorno ao Grupo A, de onde estava afastada desde 2006.
| Legenda: Promovida ao Grupo A Rebaixadas para o Grupo RJ-2 |

| Col. | Escola                          | Enredo                                                                                                   | Carnavalesco(a)                                  | Pontos |
| ---- | ------------------------------- | --- | ------------------------------------------------ | ------ |
| 1    | Alegria da Zona Sul             | No Mundo da Fantasia... Vejo as Cores da Alegria                                                         | Lane Santana                                     | 270    |
| 2    | Arranco                         | Bendita Baderna Numa Rua Chamada Felicidade                                                              | Severo Luzardo                                   | 269,8  |
| 3    | Sereno de Campo Grande          | Abracadabra... O Circo Sereno Chegou!                                                                    | Luiz Fernando de Oliveira e Pedro Velloso        | 269,1  |
| 4    | União do Parque Curicica        | Lendas, Mistérios e Magias. Não Creio, mas... Sei lá, né?                                                | Amauri Santos e Paulinho do Ouro                 | 269,1  |
| 5    | União de Jacarepaguá            | Da Morada da Esperança ao Grande Palco do Sambista, Somos Todos Iguais Nesta Noite, Somos Todos Artistas | Alexandre Louzada, Edson Pereira e Júnior Schall | 269,1  |
| 6    | Acadêmicos do Sossego           | Made in Nictheroy                                                                                        | Eduardo Pinho e Roberto Bezerra                  | 268,7  |
| 7    | Tradição                        | Rei Senhor, Rei Zumbi, Rei Nagô! Eu Tô Aí, Tô Aí sim Senhor! (Reedição do próprio enredo de 1986)        | Sandro Gomes                                     | 268,2  |
| 8    | Lins Imperial                   | Folia de Reis (Reedição do próprio enredo de 1976)                                                       | Jorge Caribé                                     | 268,1  |
| 9    | Mocidade de Vicente de Carvalho | Bonecas. Impossível não Se Apaixonar por Elas...                                                         | Marcus Ferreira                                  | 267,8  |
| 10   | Unidos do Jacarezinho           | Jacarezinho.com.br                                                                                       | Alex de Oliveira                                 | 266,7  |
| 11   | Boi da Ilha do Governador       | Do Sagrado ao Profano... E o Boi, Quem Diria, Foi Parar na Freguesia                                     | Sandro Carvalho                                  | 266,3  |
| 12   | Flor da Mina do Andaraí         | Vela | Rodrigo Sampaio                                  | 266,2  |

### Premiações
| Prêmios 2010          | Melhor Escola | Samba-Enredo | Melhor Bateria | Mestre-Sala e Porta-Bandeira | Comissão de Frente | Melhor Intérprete   | Melhor Carnavalesco    |
| --------------------- | ------------- | ------------ | -------------- | ---------------------------- | ------------------ | ------------------- | ---------------------- |
| S@mba-Net             | Arranco       | Curicica     | Arranco        | Cristiano e Manoela (Lins)   | Alegria            | Ciganerey (Arranco) | -                      |
| Troféu Jorge Lafond   | Alegria       | Sereno       | Arranco        | Peixinho e Andréia (Arranco) | Alegria            | Ciganerey (Arranco) | Lane Santana (Alegria) |
| Troféu Rádio Manchete | Alegria       | -            | -              | -                            | -                  | -                   | -                      |
| Troféu Sambario       | -             | Sereno       | -              | -                            | -                  | -                   | -                      |
| Plumas & Paetês       | -             |              |                | -                            | Sereno             | -                   | Lane Santana (Alegria) |

## Grupo Rio de Janeiro 2
O desfile do Grupo Rio de Janeiro 2 (quarta divisão) foi organizado pela AESCRJ e realizado a partir da noite do domingo, dia 14 de fevereiro de 2010, na Estrada Intendente Magalhães.
| Ordem dos desfiles |
| 1. Acadêmicos do Dendê 2. Arrastão de Cascadura 3. Acadêmicos da Abolição 4. Unidos de Manguinhos 5. Difícil É o Nome 6. Vizinha Faladeira 7. Unidos do Cabuçu 8. Unidos da Ponte 9. Acadêmicos do Engenho da Rainha 10. Unidos da Vila Santa Tereza 11. Unidos da Vila Kennedy 12. Independente de São João de Meriti 13. Corações Unidos do Amarelinho 14. Unidos de Cosmos |

### Classificação
Independente de São João de Meriti foi campeã com um décimo de diferença para a Difícil É o Nome. Com a vitória, a Independente garantiu sua promoção à terceira divisão. Vice-campeã, a Difícil É o Nome também foi promovida ao Grupo RJ-1.
| Legenda: Promovidas ao Grupo RJ-1 Rebaixada para o Grupo RJ-3 |

| Col. | Escola                             | Enredo | Carnavalesco(a)                        | Pontos |
| ---- | ---------------------------------- | --- | -------------------------------------- | ------ |
| 1    | Independente de São João de Meriti | Da Chibata à Gravata, São João Canta a Africanidade                                                                              | Robson Goulart                         | 179,6  |
| 2    | Difícil É o Nome                   | No Domingo de Folia, o Parque de Diversões É a Nossa Fantasia                                                                    | Luiz Cavalcanthé                       | 179,5  |
| 3    | Unidos da Vila Kennedy             | Dos Ciclos da Borracha, às Rodas da Vida, a Vila Kennedy Te Convida                                                              | Cláudio Fontes                         | 179,1  |
| 4    | Unidos do Cabuçu                   | Estácio é o Rio, Estácio é o Berço do Samba                                                                                      | Luiz Carlos Guimarães e José Alexandre | 179,1  |
| 5    | Vizinha Faladeira                  | Uma Fantástica Viagem no Mundo do Pirlimpimpim                                                                                   | Orlando Júnior                         | 177,8  |
| 6    | Acadêmicos da Abolição             | Naveguei, Naveguei, Um Paraíso Encontrei!                                                                                        | Adriana Freitas e Marcos de Oliveira   | 177,7  |
| 7    | Arrastão de Cascadura              | O Rei de Irê | Sandro Gomes                           | 177,3  |
| 8    | Unidos da Vila Santa Tereza        | Que Rei Sou Eu? Do Castelo Real à Corte do Carnaval                                                                              | Luiz de Oliveira                       | 176,7  |
| 9    | Unidos da Ponte                    | Através das Lentes de Augusto Malta, Vejo a Modernidade: Retratos do Rio                                                         | Ricardo Paulino                        | 176,7  |
| 10   | Corações Unidos do Amarelinho      | Fernando Ribeiro, Grande Brasileiro Irreverente e Brincalhão, que Faz o Povo Sorrir. Vocês Viram o Cabeção por aí?               | Fátima Siqueira                        | 176,3  |
| 11   | Acadêmicos do Engenho da Rainha    | Na Calada da Noite | Carlos Silva                           | 176,1  |
| 12   | Unidos de Cosmos                   | De Pé no Chão Também Se Aprende a Ler, Cosmo Conta Essa História Popular                                                         | Raphael Ladeira                        | 175,5  |
| 13   | Acadêmicos do Dendê                | O Nascimento de Uma Estrela. De Niterói para a História, de Deixa Falar a Estácio de Sá, Ismael Silva, Sua Vida o Dendê Contará! | Almir Jhunior e Wenderson Cardozo      | 174,3  |
| 14   | Unidos de Manguinhos               | Manguinhos, Sagrado e Profano Unidos no Folclore Brasileiro                                                                      | Deangelo Fernandes                     | 148,1  |

### Premiações
| Prêmios 2010  | Melhor Escola          | Samba-Enredo           | Melhor Bateria | Mestre-Sala e Porta-Bandeira | Melhor Intérprete                   | Melhor Harmonia |
| ------------- | ---------------------- | ---------------------- | -------------- | ---------------------------- | ----------------------------------- | --------------- |
| Samba Show    | Difícil É o Nome       | Ind. de São João de M. | Abolição       | Anderson e Nívea (Ponte)     | Rico Leopoldina (Engenho da Rainha) | Cabuçu          |
| Gato de Prata | Ind. de São João de M. | -                      | -              | -                            | -                                   | -               |
| S@mba-Net     | Difícil É o Nome       | -                      | -              | -                            | -                                   | -               |

## Grupo Rio de Janeiro 3
O desfile do Grupo Rio de Janeiro 3 (quinta divisão) foi organizado pela AESCRJ e realizado a partir da noite da segunda-feira, dia 15 de fevereiro de 2010, na Estrada Intendente Magalhães.
| Ordem dos desfiles |
| 1. Mocidade Unida de Jacarepaguá 2. Imperial de Nova Iguaçu 3. União de Vaz Lobo 4. Delírio da Zona Oeste 5. Em Cima da Hora 6. Unidos de Lucas 7. Unidos da Villa Rica 8. Favo de Acari 9. Rosa de Ouro 10. Gato de Bonsucesso 11. Mocidade Unida do Santa Marta 12. Mocidade Independente de Inhaúma 13. Unidos do Anil 14. Acadêmicos de Vigário Geral 15. Unidos do Cabral |

### Classificação
Em Cima da Hora foi campeã com quatro décimo de diferença para a Unidos da Villa Rica. Com a vitória, a escola garantiu seu retorno à quarta divisão, de onde estava afastada desde 2008. A Em Cima da Hora realizou um desfile em comemoração aos seus cinquenta anos.
| Legenda: Promovidas ao Grupo RJ-2 Rebaixadas para o Grupo RJ-4 |

| Col. | Escola                           | Enredo | Carnavalesco(a)                         | Pontos |
| ---- | -------------------------------- | --- | --------------------------------------- | ------ |
| 1    | Em Cima da Hora                  | 50 Anos de História, Assim Conta Minha Senhora, Em Cima da Hora                                                 | Sandro Gomes                            | 179,9  |
| 2    | Unidos da Villa Rica             | As Grandes Conquistas da Humanidade                                                                             | Alexandre Rangel e Raphael Torres       | 179,5  |
| 3    | Favo de Acari                    | Em Verde, Rosa e Ouro Dou Um Grito: Sou Negro, Sou Raça e Sou Raiz!                                             | André Tabuquine                         | 179,3  |
| 4    | Rosa de Ouro                     | Da Ousadia dos Migrantes à Construção de Um Sonho. Feira de São Cristóvão, o Nordeste Carioca!                  | Rogério Lima                            | 179,3  |
| 5    | Gato de Bonsucesso               | Bendita Baderna                                                                                                 | Arthur Reiy                             | 177,7  |
| 6    | Mocidade Unida do Santa Marta    | Axé das Águas                                                                                                   | Jorge Knnawer                           | 177,2  |
| 7    | Mocidade Unida de Jacarepaguá    | Chiquinho da Mangueira - Da Vila Olímpica ao Maracanã, Uma Trajetória de Esporte e Cidadania                    | Luciano Santos                          | 176,5  |
| 8    | Delírio da Zona Oeste            | Com Orgulho e Muito Amor, Sou da Silva e Sou Delírio sim Senhor                                                 | José Ricardo Veríssimo                  | 176,2  |
| 9    | Imperial de Nova Iguaçu          | Ciganos e Magia, a Imperial Te Contagia                                                                         | Miro Freitas                            | 176,2  |
| 10   | Unidos do Anil                   | O Esplendor do Egito na Formação do Povo Negro                                                                  | Anderson e Roberto Bezerra              | 176,2  |
| 11   | Acadêmicos de Vigário Geral      | Mitos, Mistérios e Magias do Oculto e do Sagrado                                                                | Laerte Gulini                           | 174,2  |
| 12   | Mocidade Independente de Inhaúma | Dos Cantos que Encantam ao Voo para Um Lugar Mágico                                                             | Karla Casagrande                        | 174,1  |
| 13   | Unidos de Lucas                  | Samba, Suor e Cerveja                                                                                           | Comissão de Carnaval                    | 173    |
| 14   | União de Vaz Lobo                | Em Seus 80 Anos, a União de Vaz Lobo Se Faz Raiz, Nesta Terra que Eu Consumo para a Terra que Há de Me Consumir | Eduardo Pinho                           | 171,3  |
| 15   | Unidos do Cabral                 | Eu Quero É Botar Meu Bloco na Rua...                                                                            | Ernani, Laerte Couto e Wilton Rodrigues | 127,6  |

## Grupo Rio de Janeiro 4
O desfile do Grupo Rio de Janeiro 4 (sexta divisão) foi organizado pela AESCRJ e realizado a partir da noite da terça-feira, dia 16 de fevereiro de 2010, na Estrada Intendente Magalhães.
| Ordem dos desfiles |
| 1. Leão de Nova Iguaçu 2. Arame de Ricardo 3. Unidos do Uraiti 4. Império da Praça Seca 5. Paraíso da Alvorada 6. Infantes da Piedade 7. Boêmios de Inhaúma 8. Canários das Laranjeiras |

### Classificação
Leão de Nova Iguaçu foi campeão com um décimo de diferença para o Império da Praça Seca. Com a vitória, o Leão garantiu sua promoção à quinta divisão, de onde estava afastado desde o ano anterior. A escola homenageou Neguinho da Beija-Flor. O cantor iniciou sua carreira no Bloco Leão de Nova Iguaçu, que deu origem à escola. Vice-campeão, o Império da Praça Seca também foi promovido à quinta divisão.
| Legenda: Promovidas ao Grupo RJ-3 |

| Col. | Escola                   | Enredo | Carnavalesco(a)                   | Pontos |
| ---- | ------------------------ | --- | --------------------------------- | ------ |
| 1    | Leão de Nova Iguaçu      | De Neguinho da Vala, a Neguinho da Beija-Flor. Um Príncipe Negro na Corte do Leão                             | Léo Mídia                         | 180    |
| 2    | Império da Praça Seca    | A Vinda da Corte Cultural Africana para o País do Samba                                                       | Marco Antônio Falleiros           | 179,9  |
| 3    | Paraíso da Alvorada      | Respeitável Público!!! Abram as Cortinas, e com Vocês, o Espetáculo do Nosso Grande Circo Paraíso da Alvorada | Wando Paraíso e Cristiano Feitosa | 176,5  |
| 4    | Boêmios de Inhaúma       | Música, Amor e Dor. Lado a Lado, Noel Rosa                                                                    | Luiz Carlos do Valle              | 176,5  |
| 5    | Infantes da Piedade      | Anastácia, a Escrava Santa do Brasil                                                                          | Laerti Gulini                     | 176    |
| 6    | Canários das Laranjeiras | Bahia de Todos os Deuses, Templo de Tradição e Fé!                                                            | Agnaldo Correa                    | 175,3  |
| 7    | Arame de Ricardo         | Orgulho de Ser Afro Brasileiro                                                                                | Walter Barros                     | 174,1  |
| 8    | Unidos do Uraiti         | Uraiti, Contando e Cantando                                                                                   | Sérgio Falcão                     | 153,5  |

## Avaliação
O Desfile de Avaliação foi organizado pela AESCRJ e realizado após o desfile do Rio de Janeiro 4.
| Ordem dos desfiles                                     |
| 1. Chatuba de Mesquita 2. Matriz de São João de Meriti |

### Resultado
Chatuba de Mesquita e Matriz de São João de Meriti foram aprovadas para desfilar no Grupo Rio de Janeiro 4 no ano seguinte.
| Legenda: Promovidas ao Grupo RJ-4 |

| Resultado | Escola                       | Enredo                                                                    | Carnavalesco(a)                              | Pontos |
| --------- | ---------------------------- | ------------------------------------------------------------------------- | -------------------------------------------- | ------ |
| Aprovadas | Chatuba de Mesquita          | Quem não Chora, não Mama. É o Cordão da Bola Preta no Chatuba de Mesquita | Alexandre Costa, Lino Salles e Marcos do Val | 249,4  |
| Aprovadas | Matriz de São João de Meriti | Rio, Cidade Maravilhosa, Suas Belezas São Tuas Glórias                    | Carlinhos Muvuca                             | 249,4  |

## Escolas mirins
O desfile das escolas mirins foi organizado pela Associação das Escolas de Samba Mirins do Rio de Janeiro (AESM-Rio) e realizado na sexta-feira, dia 12 de fevereiro de 2010, no Sambódromo da Marquês de Sapucaí. Filhos da Águia e Virando Esperança não desfilaram. As escolas mirins não são julgadas.
| Ordem dos desfiles | Escola                                 | Enredo                                                                                                  |
| ------------------ | -------------------------------------- | --- |
| 1                  | Inocentes da Caprichosos               | A Educação Iluminando a Consciência                                                                     |
| 2                  | Tijuquinha do Borel                    | No Mundo do Faz de Contas, a Tijuquinha Vai ao Céu                                                      |
| 3                  | Corações Unidos do Ciep                | A Diversidade Cultivando Novas Formas de Viver                                                          |
| 4                  | Infantes do Lins                       | A História do Gênio das Pernas Tortas, o Charles Chaplin do Futebol. A Alegria do Povo - Mané Garrincha |
| 5                  | Miúda da Cabuçu                        | Mundo dos Mundos                                                                                        |
| 6                  | Pimpolhos da Grande Rio                | Recicla Vida... Conhecendo o Passado, Entendendo o Presente para Transformar o Futuro                   |
| 7                  | Ainda Existem Crianças na Vila Kennedy | Meu Brasil Brasileiro                                                                                   |
| 8                  | Herdeiros da Vila                      | A Herdeiros Trouxe do Céu Uma Estrela que Brilha e Traz Alegria: Maria Clara Machado                    |
| 9                  | Estrelinha da Mocidade                 | Grandes Gênios, Pequenos Inventores! A Nossa Energia É o Futuro                                         |
| 10                 | Mangueira do Amanhã                    | Caymmi Mostra ao Mundo o que a Bahia e a Mangueira Têm                                                  |
| 11                 | Império do Futuro                      | Depende de Nós (Homem x Natureza)                                                                       |
| 12                 | Aprendizes do Salgueiro                | Magia                                                                                                   |
| 13                 | MEL do Futuro                          | Favela Fashion Week - Vitrine Uma Causa Social                                                          |
| 14                 | Petizes da Penha                       | Progresso Verde! Nós Queremos                                                                           |
| 15                 | Golfinhos da Guanabara                 | Passeando pelo Verde, o Golfinhos Abre as Portas para a Vida                                            |
| 16                 | Nova Geração do Estácio de Sá          | A Nova Geração Transborda Saúde                                                                         |

## Blocos de enredo
Os desfiles foram organizados pela Federação dos Blocos Carnavalescos do Estado do Rio de Janeiro (FBCERJ).

### Grupo 1
O desfile do Grupo 1 foi realizado a partir das 20 horas do sábado, dia 13 de fevereiro de 2010, na Avenida Rio Branco.
| Ordem dos desfiles |
| 1. Império do Gramacho 2. Unidos das Vargens 3. Novo Horizonte 4. Boca de Siri 5. Tradição Barreirense de Mesquita 6. Flor da Primavera 7. União da Ponte 8. Bloco do Barriga 9. Coroado de Jacarepaguá 10. Raízes da Tijuca |

#### Classificação
Boca de Siri foi o campeão. Últimos colocados, Tradição Barreirense de Mesquita e Império do Gramacho foram rebaixados para o Grupo 2.
| Legenda: Campeão Rebaixados para o Grupo 2 |

| Col. | Bloco                            | Enredo                                                              | Carnavalesco(a)                            | Pontos | Desempate        |
| ---- | -------------------------------- | ------------------------------------------------------------------- | ------------------------------------------ | ------ | ---------------- |
| 1    | Boca de Siri                     | Jorge Guerreiro                                                     | Valério Guidinelle                         | 204    | -                |
| 2    | Unidos das Vargens               | Ilusão ou Realidade? Carnaval, Um Sonho de Felicidade               | Paulo Alves                                | 199    | -                |
| 3    | Coroado de Jacarepaguá           | A Praça É Nossa                                                     | Gilberto Almeida e Lucy Ribeiro            | 197    | -                |
| 4    | Bloco do Barriga                 | De Barriga Cheia                                                    | Jack Vasconcelos                           | 196    | -                |
| 5    | Flor da Primavera                | Bruxaria - Idade Média - Idade das Trevas                           | Fabiano José dos Santos                    | 195    | Bateria (20 pts) |
| 6    | Raízes da Tijuca                 | Brasil Mestiço. Das Origens Raciais Brasileiras à Cultura Popular   | Oziene Furtado                             | 195    | Bateria (19 pts) |
| 7    | Novo Horizonte                   | Seja Entrudo Familiar ou Popular, o Novo Horizonte Quer Brincar     | Antônio Carlos Pereira de Araújo (Cerezzo) | 194    | -                |
| 8    | União da Ponte                   | Da Mente de Um Louco, Uma História Genial Assim se Faz Meu Carnaval | Isidro Cassilhas                           | 193    | -                |
| 9    | Tradição Barreirense de Mesquita | Floresta da Tijuca; Sua História                                    | Ormar Costa                                | 191    | -                |
| 10   | Império do Gramacho              | Um Mito da Velocidade, Ayrton Senna do Brasil                       | Comissão de Carnaval                       | 187    | -                |

### Grupo 2
O desfile do Grupo 2 foi realizado a partir das 20 horas do sábado, dia 13 de fevereiro de 2010, na Estrada Intendente Magalhães, em Campinho.
| Ordem dos desfiles |
| 1. Grilo de Bangu 2. Unidos da Laureano 3. Amizade da Água Branca 4. Tigre de Bonsucesso 5. Bloco do China 6. Mocidade Unida de Manguariba 7. Unidos de Tubiacanga 8. Magnatas de Engenheiro Pedreira 9. Falcão Dourado 10. Simpatia do Jardim Primavera |

#### Classificação
Magnatas de Engenheiro Pedreira foi o campeão, sendo promovido ao Grupo 1 junto com o vice-campeão, Falcão Dourado. Tigre de Bonsucesso foi desclassificado por desfilar fora da ordem definida.
| Legenda: Promovidos ao Grupo 1 Rebaixados para o Grupo 3 |

| Col. | Bloco                           | Enredo                                                                                          | Carnavalesco(a)                               | Pontos                      | Desempate                   |
| ---- | ------------------------------- | ----------------------------------------------------------------------------------------------- | --------------------------------------------- | --------------------------- | --------------------------- |
| 1    | Magnatas de Engenheiro Pedreira | Existem Muito Mais Mistérios entre o Céu e a Terra do que Julga Nossa Vã Filosofia              | Jairo Amaral da Franca                        | 196                         | Bateria (20 pts)            |
| 2    | Falcão Dourado                  | Amazonas, Mitos e Lendas                                                                        | Comissão de Carnaval                          | 196                         | Bateria (19 pts)            |
| 3    | Unidos da Laureano              | Ordem e Liberdade                                                                               | Jacir Roberto Guimarães                       | 193                         | Bateria (20 pts)            |
| 4    | Bloco do China                  | Parabéns Amazonas, pela sua Cultura e pelas suas Riquezas, Preservar Vale Ouro                  | Bruno Rocha da Silva                          | 193                         | Bateria (19 pts)            |
| 5    | Simpatia do Jardim Primavera    | Os Filhos da Terra                                                                              | Raphael Ladeira                               | 192                         | Bateria (20 pts)            |
| 6    | Mocidade Unida de Manguariba    | Brincadeiras de Criança, Trago Ainda na Lembrança                                               | Galileu Santos                                | 192                         | Bateria (18 pts)            |
| 7    | Unidos de Tubiacanga            | Dos Olhos do Pequeno Príncipe Maué, Nasce a Planta da Vida o Guaraná, a Dádiva de Tupã          | Josemar de A. Santos e Nagib Jorge M. Estrela | 189                         | Bateria (20 pts)            |
| 8    | Amizade da Água Branca          | Axé Bahia                                                                                       | Comissão de Carnaval                          | 189                         | Bateria (18 pts)            |
| 9    | Grilo de Bangu                  | Mocidade Independente de Padre Miguel                                                           | Rogério Rodrigues                             | 171                         | -                           |
| 10   | Tigre de Bonsucesso             | Ecoa pelo Ar a Voz da Informação, o Poeta da Canção Embarca Nesse Sonho Encantado, João Estevam | Paulo dos Santos                              | Desclassificado (Artigo 14) | Desclassificado (Artigo 14) |

### Grupo 3
O desfile do Grupo 3 foi realizado a partir das 20 horas do sábado, dia 13 de fevereiro de 2010, na Rua Cardoso de Morais, em Bonsucesso.
| Ordem dos desfiles |
| 1. Orgulho da Zona Oeste 2. Chora na Rampa 3. Unidos do Alto da Boa Vista 4. Cometas do Bispo 5. Unidos de Parada Angélica 6. Colibri de Mesquita 7. Arranco da Guarany de Piabetá 8. Esperança de Nova Campina 9. Mocidade Unida da Mineira 10. Roda Quem Pode |

#### Classificação
Unidos do Alto da Boa Vista foi o campeão, sendo promovido ao Grupo 2 junto com o vice-campeão, Esperança de Nova Campina.
| Legenda: Promovidos ao Grupo 2 |

| Col. | Bloco                         | Enredo                                                    | Carnavalesco(a)                              | Pontos | Desempate        |
| ---- | ----------------------------- | --------------------------------------------------------- | -------------------------------------------- | ------ | ---------------- |
| 1    | Unidos do Alto da Boa Vista   | Pedra da Gávea-Itá Anhangá, Histórias, Lendas e Mistérios | Kácio Alves                                  | 104    | -                |
| 2    | Esperança de Nova Campina     | De Zumbi a Mandela, Liberdade                             | Comissão de Carnaval                         | 103    | -                |
| 3    | Roda Quem Pode                | Vovó Me Contou Assim                                      | Comissão de Carnaval                         | 100    | -                |
| 3    | Colibri de Mesquita           | Viagem na Imaginação de Um Menino Chamado Colibri         | Alexandre Costa, Lino Salles e Marcus do Val | 100    | -                |
| 4    | Mocidade Unida da Mineira     | Nas Asas de Pégaso o Samba Se Faz Imortal                 | Elídio Fernandes Júnior                      | 99     | Bateria (20 pts) |
| 5    | Cometas do Bispo              | Viagens Extraordinárias Através da Leitura                | Oziene Furttado                              | 99     | Bateria (19 pts) |
| 6    | Unidos de Parada Angélica     | Amazônia, Salve o Nosso Planeta                           | Comissão de Carnaval                         | 96     | -                |
| 7    | Chora na Rampa                | No Embalo da Canção, Um Arraia de São João                | Igor de Almeida                              | 90     | -                |
| 8    | Orgulho da Zona Oeste         | Nas Histórias da Vovó, Brilha Paraty                      | Jorge Carlos Nunes Carneiro                  | 80     | -                |
| 9    | Arranco da Guarany de Piabetá | Magé, Nossa História, Nossa Terra, Nossa Gente            | Almir Gomes da Costa (Mika)                  | 78     | -                |

### Avaliação

#### Resultado
Campinho Imperial foi aprovado para desfilar no Grupo 3 do ano seguinte.
| Legenda: Promovido ao Grupo 3 |

| Resultado | Bloco             | Pontos |
| --------- | ----------------- | ------ |
| Aprovado  | Campinho Imperial | 91     |